# Boba
Boba község Vas vármegyében, a Celldömölki járásban.

## Fekvése
Vas vármegye keleti szélén, a Kisalföld legdélibb csücskében, a Kemenesalján, a Ság és a Somló között terül el. Északi szomszédjában fekszik Nemeskocs, mellyel közigazgatási egységet alkot.
Az öntésiszappal fedett pannon kori rétegek nem rejtenek számottevő ásványkincset, bár a megyehatár túloldalán fekvő szomszédos községek területén kavicstermelés folyik. A Marcal folyó medencéjében elterülő kis falu éghajlatát nagymértékben meghatározza a víz és a hegyek közelsége. A mérsékelten hűvös, mérsékelten nedves éghajlatú községben évi 1950–2000 a napsütéses órák száma, 10 °C évi átlagos hőmérséklet mellett. Az átlagosan 700 mm csapadék jelentős többletet okoz a vízmérlegben, amit a sok vizenyős rét, a belvízcsatornák is bizonyítanak. A falu határában a lápos réti talajok a jellemzőek.
A falu a megyeszékhelytől, Szombathelytől 60 kilométerre fekszik. A legközelebbi város, a 10 kilométerre levő Celldömölk meghatározó szerepet tölt be a környékbeli községek, így Boba életében is.

### Megközelítése
A településen, nagyjából kelet-nyugati irányban végighúzódik a 8415-ös út, közúton azon érhető el Csögle-Nagypirit felől, illetve a 84-es főút borgátai szakasza irányából is. Az északi szomszédságában fekvő Nemeskocs és Izsákfa községekkel a 8459-es út köti össze, nyugati határszélét pedig érinti még a Jánosháza-Celldömölk közti 8429-es út is; Kamondtól a 84 119-es számú mellékút vezet a községbe.
Bobán találkozik a MÁV 20-as számú Székesfehérvár–Szombathely-vasútvonala és az ahhoz csatlakozó, 25-ös számú Boba–Bajánsenye-vasútvonal. Közös szakaszukon található Boba vasútállomás, mely a 8415-ös út vasúti keresztezésétől északra helyezkedik el, közvetlen közúti elérését a 84 314-es számú mellékút teszi lehetővé.

## Története
Az ásatások során előkerült leletek azt bizonyítják, a jelenlegi falu területén már a kora vaskor-ban (i. e. 500 körül) is laktak módosabb emberek. A Kismezőnél feltárt tumulusban 3 db 30 centiméteres vaslándzsát és cserépedényeket is találtak. Ezek jelenleg a Székesfehérvári Múzeumban tekinthetők meg a Lázár Gyűjtemény darabjaként. A római kor jelenlétét igazolják a régészeti ásatások során római kori sírokból előkerült edények, ékszerek és illatszeres üvegek.
A község eredete a 13. századig nyúlik vissza. Ekkor már létezett a sokat emlegetett „Vadasüllés”, a későbbi Bucsfa, a bobai és a nemeskocsi régi temetők helyén.
A hagyomány szerint IV. Béla ajándékozta ezt a területet egy Babay nevű vitéznek hősies tetteiért. Az ő nevéhez fűződik a község keletkezése, az ő leszármazottjai között emlegetnek ma is több élő családot: Bobai, Győrffy, Lórántffy, Porkoláb. Az ősi birtokon 1407-ben osztozik a Bobay család, mely 1418-ban Zsigmond királytól nemesi oklevelet kapott.
A községet 1563-ban új adományként kapta a Móritz család. Később a Porkoláb nevet felvett ágazatból nemes Babai Porkoláb Pál 1849-ben visszakapja Boba részeit.
A falubeli családok között tizenhat család nagyobb vagyonnal rendelkezett, a lakosság zöme azonban szegény volt. A község népességének alakulásáról 1785-től találhatók statisztikai adatok. Ezek azt bizonyítják, hogy a lakosok száma nem nagyon változott. Az 1830-as évektől jelentős létszámnövekedés tapasztalható. Ezt a növekvő tendenciát az sem szakította meg, hogy a faluban is sok halottat követelt 1849-ben a kolerajárvány. Majd egészen 1920-ig stagnálás mutatkozik, ekkor azonban jelentősen megnövekszik a lakosság létszáma.
A falu első okleveles említése 1211-ből való. Ekkor Boba néven említik, de később másfajta neveken is megjelenik:
- 1271-ben, 1390-ben és 1464-ben: Boba
- 1336 – 1482: Baba
- 1773-ban, 1786-ban és 1799-ben: Bába
- 1799-es dokumentumon a Beits elnevezés is szerepel
- 1808 – 1836: Bába
- 1863 – 1907: Boba

A régi időkből sértetlen levelek is fennmaradtak, melyeket a falu lakosai féltve őriznek az utókor számára. A nemrég megnyílt falumúzeumban egy-egy darab megtalálható ezek közül.

## Közélete

### Polgármesterei
- 1990–1994: Szelestey László (független)[3]
- 1994–1998: Szelestey László (független)[4]
- 1998–2002: Szabó Ferenc (független)[5]
- 2002–2006: Szabó Ferenc (független)[6]
- 2006–2010: Szabó Ferenc (független)[7]
- 2010–2014: Szabó Ferenc (független)[8]
- 2014–2019: Somogyi Ákos (független)[9]
- 2019–2024: Somogyi Ákos (független)[10]
- 2024– : Somogyi Ákos (független)[1]

## Népesség
A település népességének változása:
| Lakosok száma | 826  | 827  | 827  | 773  | 756  | 731  | 730  |
|               | 2013 | 2014 | 2015 | 2021 | 2022 | 2023 | 2024 |

A 2011-es népszámlálás során a lakosok 91,1%-a magyarnak, 0,2% németnek, 0,1% cigánynak, 0,1% románnak mondta magát (8,8% nem nyilatkozott; a kettős identitások miatt a végösszeg nagyobb lehet 100%-nál). A vallási megoszlás a következő volt: római katolikus 38,7%, református 5,4%, evangélikus 27,2%, felekezet nélküli 6% (21,8% nem nyilatkozott).
2022-ben a lakosság 90,9%-a vallotta magát magyarnak, 0,5% németnek, 0,1% cigánynak, 0,1% románnak, 2,1% egyéb, nem hazai nemzetiségűnek (9% nem nyilatkozott; a kettős identitások miatt a végösszeg nagyobb lehet 100%-nál). Vallásuk szerint 34,1% volt római katolikus, 25,9% evangélikus, 5,7% református, 0,4% egyéb keresztény, 1,9% egyéb katolikus, 4,4% felekezeten kívüli (27,6% nem válaszolt).

## Nevezetességei
Könnyen megközelíthető Bobáról, igaz csak gyalogosan, vagy gépjárművel a kb. 8 km-re lévő borgátai termálfürdő, vagy az egyházashetyei Berzsenyi Dániel-szülőház. Mind a Ságra, mind pedig a Somlóra eljuthatnak a túrázni vágyók közúton, kerékpárral.
- Evangélikus templom: 1783 augusztusában kezdte el építtetni Lakos Ádám lelkész, egy év múlva felszentelték. A torony 1820-ban készült el.
- Katolikus templom: Alapkőletétele 1929. szeptember 8-án, vasárnap történt.
- Harangtorony: A falukép jellegzetes eleme, 1841-ben épült, harangja 1762-ből való. 1967-ben renoválták.